# Konklawe 1521–1522
Konklawe 27 grudnia 1521 – 9 stycznia 1522 – konklawe, które odbyło się po śmierci Leona X i zakończyło się wyborem Hadriana VI, ostatniego przed Janem Pawłem II papieża spoza Włoch. Było zarazem ostatnim konklawe, na którym dokonano wyboru pod nieobecność elekta (in absentia).

## Śmierć Leona X
Papież Leon X zmarł 1 grudnia 1521 roku na malarię, w wieku niespełna 46 lat. Był człowiekiem bardzo rozrzutnym i pozostawił finanse papiestwa w opłakanym stanie. Skarbiec papieski świecił pustkami, miał za to sporo długów. 31 października 1517, cztery lata przed śmiercią Leona X Marcin Luter zapoczątkował reformację, która szybko wzbudziła ferment w Niemczech. Mimo to na przełomie 1521/22 mało kto zdawał sobie sprawę z konsekwencji tego wydarzenia. Większe emocje budziła rywalizacja między cesarzem Karolem V a królem Francji Franciszkiem I o dominację w Italii i całej Europie. Święte Kolegium Kardynałów za Leona X zostało znacznie przebudowane dzięki licznym nowym nominacjom, jednak moralna kondycja większości jego członków pozostawiała wiele do życzenia.

## Lista uczestników
W konklawe wzięło udział 39 z 49 żyjących kardynałów:
- Bernardino Lopez de Carvajal; Kardynał S. Croce[3] (nominacja kardynalska 20 września 1493) – kardynał biskup Ostia e Velletri; komendatariusz kościoła prezbiterialnego S. Croce in Gerusalemme; dziekan Świętego Kolegium Kardynałów; biskup Plasencii; tytularny patriarcha Jerozolimy
- Domenico Grimani (20 września 1493) – kardynał biskup Porto e Santa Rufina; komendatariusz kościoła prezbiterialnego S. Marco; subdziekan Świętego Kolegium Kardynałów; administrator diecezji Urbino
- Francesco Soderini; Kardynał z Volterry[3] (31 maja 1503) – kardynał biskup Palestriny; biskup Vicenzy; administrator diecezji Anagni
- Niccolò Fieschi (31 maja 1503) – kardynał biskup Sabiny; administrator diecezji Agde i Tulon
- Alessandro Farnese (20 września 1493) – kardynał biskup Tusculum; archiprezbiter bazyliki laterańskiej; biskup Parmy i Saint-Pons de Thomiers; administrator archidiecezji Benewent
- Antonio Maria Ciocchi del Monte; Kardynał z Pawii[3] (10 marca 1511) – kardynał biskup Albano; administrator diecezji Novara
- Pietro Accolti; Kardynał z Ankony[3] (10 marca 1511) – kardynał prezbiter S. Eusebio; prefekt Trybunału Sygnatury Łaski; administrator diecezji Arras; protektor Szkocji
- Achille Grassi; Kardynał z Bolonii[3] (10 marca 1511) – kardynał prezbiter S. Maria in Trastevere; biskup Pomezanii; administrator diecezji Bolonii; protektor Polski
- Matthäus Schinner; Kardynał ze Sionu[3] (10 marca 1511) – kardynał prezbiter S. Pudenziana; biskup Sion; administrator diecezji Katania
- Lorenzo Pucci; Kardynał Ss. Quattro[3] (23 września 1513) – kardynał prezbiter Ss. IV Coronati; penitencjariusz większy; prefekt Sygnatury Brewe Apostolskich; administrator diecezji Melfi; protektor Danii i Portugalii
- Giulio de’ Medici (23 września 1513) – kardynał prezbiter S. Lorenzo in Damaso; wicekanclerz Świętego Kościoła Rzymskiego; arcybiskup Florencji i Narbonne; biskup Eger; administrator diecezji Worcester; komendatariusz opactw terytorialnych Tre Fontane i Saint-Victor de Marseille; legat apostolski w Bolonii i Toskanii; protektor Anglii, Francji, Węgier, Monferrato i Zakonu Krzyżackiego; władca Florencji
- Giovanni Piccolomini; Kardynał ze Sieny[3] (1 lipca 1517) – kardynał prezbiter S. Balbina; arcybiskup Sieny; legat a latere w Republice Sieneńskiej; kamerling Świętego Kolegium Kardynałów
- Giovanni Domenico de Cupis; Kardynał z Trani[3] (1 lipca 1517) – kardynał prezbiter S. Giovanni a Porta Latina; administrator diecezji Trani
- Raffaele Petrucci; Kardynał z Grosseto[3] (1 lipca 1517) – kardynał prezbiter S. Susanna; biskup Grosseto i Sovany; moderator Republiki Sieneńskiej
- Andrea della Valle; Kardynał z Mileto[3] (1 lipca 1517) – kardynał prezbiter S. Prisca; archiprezbiter bazyliki liberiańskiej; biskup Mileto; administrator diecezji Gallipoli i Umbriatico
- Bonifacio Ferrero; Kardynał z Ivrei[3] (1 lipca 1517) – kardynał prezbiter Ss. Nereo ed Achilleo
- Giovanni Battista Pallavicino; Kardynał z Cavaillon[3] (1 lipca 1517) – kardynał prezbiter S. Apollinare; biskup Cavaillon; komendatariusz opactwa terytorialnego Staffarda
- Scaramuccia Trivulzio; Kardynał z Como[3] (1 lipca 1517) – kardynał prezbiter S. Ciriaco e Ss. Quirico e Giulitta; administrator diecezji Piacenzy
- Pompeo Colonna (1 lipca 1517) – kardynał prezbiter Ss. XII Apostoli; administrator diecezji Potenzy
- Domenico Giacobazzi (1 lipca 1517) – kardynał prezbiter S. Clemente; komendatariusz kościoła prezbiterialnego S. Lorenzo in Panisperna; administrator diecezji Cassano
- Lorenzo Campeggio; Kardynał z Feltre[3] (1 lipca 1517) – kardynał prezbiter S. Anastasia; prefekt Trybunału Sygnatury Sprawiedliwości; protektor Rzeszy Niemieckiej
- Ferdinando Ponzetti; Kardynał z Molfetty[3] (1 lipca 1517) – kardynał prezbiter S. Pancrazio
- Silvio Passerini; Kardynał z Cortony[3] (1 lipca 1517) – kardynał prezbiter S. Lorenzo in Lucina; biskup Cortony
- Francesco Armellini Pantalassi de’ Medici (1 lipca 1517) – kardynał prezbiter S. Callisto; kamerling Świętego Kościoła Rzymskiego; intendent papieskich finansów; legat apostolski w Marchii Ankońskiej
- Tommaso Vio OP; Kardynał z Gaety[3] (1 lipca 1517) – kardynał prezbiter S. Sisto; biskup Gaety
- Egidio di Viterbo OESA; Kardynał z Viterbo[3] (1 lipca 1517) – kardynał prezbiter S. Matteo in Merulana
- Cristoforo Numai OFMObs (1 lipca 1517) – kardynał prezbiter S. Maria in Aracoeli; administrator diecezji Alatri
- Guillén-Ramón de Vich y de Vallterra (1 lipca 1517) – kardynał prezbiter S. Marcello; biskup Barcelony; administrator diecezji Cefalù
- Marco Cornaro (28 września 1500) – kardynał diakon S. Maria in Via Lata; protodiakon Świętego Kolegium Kardynałów; tytularny patriarcha Konstantynopola; administrator diecezji Werony; legat apostolski w prowincji Patrymonium
- Sigismondo Gonzaga; Kardynał z Mantui[3] (1 grudnia 1505) – kardynał diakon S. Maria Nuova
- Innocenzo Cibo (23 września 1513) – kardynał diakon S. Maria in Domnica; arcybiskup Genui; administrator archidiecezji Turynu i diecezji Marsylii
- Franciotto Orsini (1 lipca 1517) – kardynał diakon S. Maria in Cosmedin; administrator diecezji Boiano; archiprezbiter bazyliki watykańskiej
- Paolo Emilio Cesi (1 lipca 1517) – kardynał diakon S. Eustachio
- Alessandro Cesarini (1 lipca 1517) – kardynał diakon Ss. Sergio e Bacco; administrator diecezji Pampeluny
- Giovanni Salviati (1 lipca 1517) – kardynał diakon Ss. Cosma e Damiano; administrator diecezji Ferrary i Oloron
- Nicolò Ridolfi (1 lipca 1517) – kardynał diakon Ss. Vito e Modesto; administrator diecezji Orvieto; komendatariusz opactwa terytorialnego S. Genesio w Brescello
- Ercole Rangone; Kardynał S. Agata[3] (1 lipca 1517) – kardynał diakon S. Agata in Suburra; biskup Modeny i Adrii
- Agostino Trivulzio (1 lipca 1517) – kardynał diakon S. Adriano; administrator diecezji Alessano
- Francesco Pisani (1 lipca 1517) – kardynał diakon S. Maria in Portico

Wśród elektorów było trzydziestu sześciu Włochów, dwóch Hiszpanów (Lopez de Carvajal i de Vich) oraz jeden Niemiec (Schinner). Dwudziestu ośmiu mianował Leon X, pięciu Juliusz II, a sześciu Aleksander VI.

## Kardynałowie nieuczestniczący w konklawe
Dziewięciu elektorów, w tym elekt, nie przybyło do Rzymu na konklawe:
- François Guillaume de Clermont; Kardynał z Clermont[3] (29 listopada 1503) – kardynał prezbiter S. Stefano al Monte Celio; protoprezbiter Świętego Kolegium Kardynałów; legat apostolski w Awinionie; arcybiskup Auch
- Matthäus Lang von Wellenburg; Kardynał z Salzburga[3] (10 marca 1511) – kardynał prezbiter S. Angelo in Pescheria; arcybiskup Salzburga; biskup Gurk i Cartageny; kanclerz Świętego Cesarstwa Rzymskiego
- Thomas Wolsey; Kardynał z Yorku[3] (10 września 1515) – kardynał prezbiter S. Cecilia; arcybiskup Yorku; administrator diecezji Bath and Wells; legat a latere w Anglii; lord kanclerz królestwa Anglii
- Adrian Gouffier de Boissy; Kardynał z Coutances[3] (14 grudnia 1515) – kardynał prezbiter S. Sabina; administrator diecezji Albi
- Louis de Bourbon de Vendôme; Kardynał de Bourbon[3] (1 lipca 1517) – kardynał prezbiter  S. Silvestro in Capite; biskup Laonu; administrator diecezji Le Mans
- Adrian von Utrecht; Kardynał z Tortosy[3] (1 lipca 1517) – kardynał prezbiter Ss. Giovanni e Paolo; biskup Tortosy; wielki inkwizytor Hiszpanii; wicekról Hiszpanii
- Albrecht von Brandenburg; Kardynał z Moguncji[3] (24 marca 1518) – kardynał prezbiter S. Pietro in Vincoli; arcybiskup-elektor Moguncji; arcykanclerz Niemiec; arcybiskup Magdeburga; administrator diecezji Halberstadt
- Eberhard von der Mark; Kardynał z Liège[3] (9 sierpnia 1521) – kardynał prezbiter S. Crisogono; biskup Liège; administrator archidiecezji Walencji
- Jean de Lorraine; Kardynał z Metzu[3] (28 maja 1518) – kardynał diakon S. Onofrio; biskup Metzu; administrator diecezji Toul i Valence et Dieu

Wśród nieobecnych kardynałów było czterech Niemców (w tym elekt Adrian von Utrecht), Anglik (Wolsey) i czterech Francuzów. Siedmiu mianował Leon X, a dwóch Juliusz II.

### Nieuprawnieni do udziału w konklawe
12-letni syn króla Portugalii nie był uprawniony do brania udziału w konklawe, gdyż Leon X w chwili jego nominacji zastrzegł, że dojdzie do skutku, dopiero gdy skończy 18 lat:
- Afonso de Portugal; Kardynał z Portugalii[3] (1 lipca 1517) – kardynał diakon S. Lucia in Septisolio; biskup Viseu

## Frakcje
Święte Kolegium po śmierci Leona X było wewnętrznie mocno skłócone. Wyróżnić w nim można następujące frakcje:
- Partia medycejska – kierowana przez kuzyna zmarłego papieża Giulio de Medici. Zaliczano do niego kardynałów Pucci, Armellini, Passerini, Cibo, Salviati, Ridolfi, Rangoni, Schinner, Cesi, Gonzaga, Petrucci, Cesarini, Numai, Egidio de Viterbo. Polityczna orientacja tej frakcji była procesarska;
- Frakcja cesarska – Colonna, della Valle, Campeggio, Giacobacci, Carvajal, Vich; grupa ta wyłamała się ze wspólnego bloku z frakcją medycejską, gdyż kardynał Colonna był przeciwnikiem Medyceuszy, a sam cesarz Karol V nie życzył sobie wyboru kardynała Medici;
- Frakcja francusko–wenecka – kardynałowie Soderini, Grimani, Fieschi, del Monte, Orsini, Scaramuccia Trivulzio, Agostino Trivulzio, de Cupis, Pallavicino, Ferreri i Accolti; francuscy kardynałowie nie przybyli na konklawe;
- Neutralni – kardynałowie Farnese, Piccolomini, Pisani, Ponzetti, Cornaro, Grassi, Vio.

## Kandydaci
Głównymi kandydatami byli Giulio de Medici, Domenico Grimani, Alessandro Farnese, Giovanni Piccolomini i Sigismondo Gonzaga, Carvajal, Achille de Grassis i Francesco Soderini. Szanse Mediciego, mimo poparcia ze strony ludu rzymskiego, były jednak nikłe ze względu na opozycję ze strony znacznej części kardynałów. Na dalszym planie pozostawały kandydatury obcokrajowców. Ambitny Anglik Thomas Wolsey, choć nie przybył na konklawe, za pośrednictwem swych agentów w Rzymie aktywnie, ale całkowicie bezskutecznie zabiegał o głosy elektorów. Ponadto cesarz Karol V Habsburg w instrukcjach dla swego ambasadora w Rzymie rekomendował jako kandydata kardynała Adriana z Utrechtu, swego byłego wychowawcę. Również ten kardynał nie przybył na konklawe, gdyż sprawował wtedy urząd wicekróla Hiszpanii.
W czasie sediswakancji, będącej w Rzymie tradycyjnie okresem głębokiego rozprężenia, wyjątkowo licznie powstawały różne satyry, pamflety i wiersze na temat kardynałów i ich prawdziwych lub rzekomych przywar. Wiele tych utworów uległo rozpowszechnieniu także poza Rzymem, przyczyniając się do osłabienia i tak nie najwyższego autorytetu Świętego Kolegium i coraz większej popularności idei reformacji.

## Konklawe
Konklawe rozpoczęło się dopiero 27 grudnia 1521 mszą do Ducha Świętego. Ośmiodniowa zwłoka spowodowana była uwięzieniem w Pawii zdążającego na konklawe kardynała Ferreri z frakcji profrancuskiej. Święte Kolegium zażądało jego uwolnienia i dopiero po spełnieniu tego żądania rozpoczęło obrady.
Pierwsze głosowanie odbyło się 30 grudnia, ale źródła nie są zgodne co do jego dokładnych rezultatów. Medici od samego początku zdawał sobie sprawę, że nie ma szans na wybór z uwagi na zbyt silną opozycję i wysunął kandydaturę kardynała Farnese, która zyskała poparcie wielu młodszych kardynałów. Przeciwko niemu protestowali natomiast zwłaszcza starsi kardynałowie, w tym mający własne ambicje kardynał Grimani. W drugim głosowaniu 31 grudnia poparcie dla Farnese zmalało, jednak w trzecim 1 stycznia ponownie wzrosło. Kolejne trzy głosowania w następnych dniach okazały się także bezowocne, a obok Farnese pojawił się kandydatury Egidio de Viterbo i Numai ze strony partii medycejskiej oraz Fieschi, de Grassi i del Monte ze strony partii francusko-weneckiej.
5 stycznia 1522 Medici podjął niespodziewaną akcję na rzecz wyboru swego krewnego, zaledwie 30-letniego kardynała Innocenzo Cibo, jednak nielojalność kardynała Armellini, skłóconego z kardynałem Cibo, spowodowała, że Colonna w porę dowiedział się o tym manewrze i podjął skuteczną kontrakcję. Innocenzo Cibo był jednym z najmniej wartościowych członków Świętego Kolegium. Wskutek rozwiązłego życia chorował na syfilis, a w związku z niedawną sprzedażą przez niego urzędu kamerlinga zarzucano mu symonię.
W ósmym głosowaniu 6 stycznia Medici podjął ostatnią próbę przeforsowania kandydatury Alessandro Farnese. W fazie pisemnej (scrutinium)  uzyskał on 12 głosów, a w fazie akcesu dołączyło do nich kolejnych dziewięć, tak więc brakowało mu już tylko pięciu. Kardynał Pucci, chcąc wywrzeć presję na pozostałych elektorów, wykrzyknął Papam Habemus!, ale efekt był odwrotny. Soderini i Colonna zarzucili mu naruszenie reguł kanonicznych, a skupiony wokół nich blok starszych kardynałów usztywnił swoje negatywne stanowisko wobec tej kandydatury. W rezultacie kandydatura ta definitywnie upadła: w dziesiątym głosowaniu 8 stycznia Farnese otrzymał tylko cztery głosy.

## Ostatni niewłoski papież przed 1978 rokiem
Impas został nieoczekiwanie przełamany 9 stycznia 1522. Kardynał Medici zaproponował wówczas rekomendowanego przez cesarza kardynała Adriana z Utrechtu, który nie był obecny na konklawe. Nie jest jasne, czy propozycja ta była szczera, czy też był to jedynie manewr taktyczny ze strony wicekanclerza. Kiedy jednak po pisemnym głosowaniu (scrutinium) okazało się, że Adrian z Utrechtu otrzymał aż 15 głosów, z przemową do elektorów wystąpił powszechnie szanowany kardynał Vio. W bardzo elokwentny sposób opisał nadzwyczajne zalety kardynała Adriana z Utrechtu, którego miał okazję osobiście poznać i zadeklarował, że rozpoczyna procedurę ustnego akcesu i przenosi swój głos właśnie na niego. Oratorski popis kardynała Vio okazał się decydujący. Kardynał Colonna, główny oponent Medyceusza, także przeniósł swój głos na Adriana z Utrechtu, a w jego ślad, mimo protestów kardynała Orsiniego, stopniowo szli kolejni elektorzy. Decydujący dwudziesty szósty głos oddał kardynał Giovanni Domenico de Cupis. Po zakończeniu akcesu Adrian z Utrechtu miał 28 głosów na 38.
Wynik konklawe był dla wszystkich całkowitym zaskoczeniem. Kiedy kardynałowie Cornaro i Campeggio wypowiedzieli formułę Habemus Papam, zostali wygwizdani przez tłum, Rzymianie nie byli bowiem zadowoleni z wyboru „cudzoziemskiego barbarzyńcy”, który nie znał ani jednego słowa po włosku. Oczekiwano wręcz, że wybraniec nie przyjmie tiary. Stało się jednak inaczej – kardynał Adrian z Utrechtu, gdy tylko dowiedział się o wyborze, oznajmił swoją uległość wobec niezbadanych wyroków Opatrzności i zadeklarował, że przybędzie do Rzymu najszybciej jak to będzie możliwe.
Papież wyruszył z Tortosy do Rzymu dopiero 4 sierpnia i 25 sierpnia przybył do portu Civitavecchia, a 29 sierpnia wjechał do Rzymu. Uroczystości koronacyjne odbyły się 31 sierpnia i zostały niemal całkowicie zbojkotowane przez Rzymian. Papież jednak nie przejmował się tym i niezwłocznie przystąpił do reformy kurii rzymskiej. Drastycznie ograniczył zatrudniony w kurii personel, a pozostałym obniżył uposażenia. Uznał publicznie winy Kościoła katolickiego i zapowiedział jego całkowitą odnowę. Jego śmierć po niewiele ponad rocznym pontyfikacie spowodowała wstrzymanie na długi czas rozpoczętych przez niego reform i w konsekwencji pogłębianie się kryzysu i rozłamu w Kościele.

## Uzupełniające źródła internetowe
- The Cardinals of the Holy Roman Church
- Sede Vacante 1521